# Olofsborg
Olofsborg est un l'un des bâtiments historiques du quartier de Katajanokka à Helsinki en Finlande.

## Présentation
Le bâtiment est construit en 1902 selon les plans de Gesellius-Lindgren-Saarinen.
Les formes du bâtiment sont inspirées par les tours rondes d'Olavinlinna.
Le nom Olofsborg est l'homonyme suédois d'Olavinlinna.

## Habitants célèbres
Pendant les 30 premières années, de nombreuses personnalités ont habite Olofsborg parmi lesquelles Magnus Gottfrid Schybergson, Waldemar Schauman, Julius Grotenfelt, Axel Palmgren, Wilhelm Theodor von Kraemer, Rafael et Axel Örnhjelm, Edvard Stigzelius, Ludvig et Constance Hisinger-Jägerskiöld, Torsten Stjernschantz, Johan Alexis Rosqvist, Hugo Lilius, Hjalmar von Friesendorff, Björn Cederhvarf, Olof Nykopp et Johan Christian Fabritius.
Au début 1952, Olofsborg comptait 95 habitants. Dans les années 1950–1960 l'édifice hébergé entre autres Hugo Österman, Björn Armfelt, Martti Haavio, Aale Tynni et  Katarina Eskola.